# 下斯特弗內什蒂鄉
44°32′N 26°12′E / 44.533°N 26.200°E
下斯特弗內什蒂鄉（羅馬尼亞語：Comuna Ștefăneștii de Jos, Ilfov），是羅馬尼亞的鄉份，位於該國南部，由伊爾福夫縣負責管轄，面積29平方公里，海拔高度83米，2007年人口4,277，人口密度每平方公里146人。